# تد ووکس
تد ووکس (انگلیسی: Ted Vaux؛ 2 september 1916 – ۶ آوریل ۲۰۰۲) بازیکن فوتبال بود.
از باشگاه‌هایی که در آن بازی کرده‌است می‌توان به باشگاه فوتبال پیتربورو یونایتد اشاره کرد.